# Хиподром '81 (музички догађај)
Хиподром '81, (са поднасловом Сви марш на плес на плакатима), је велики дводневни музички фестивал, одржан 5. и 6. септембра 1981. године на београдском Хиподрому. На овом музичком фестивалу, током 36 сати програма, наступиле су бројне музичке групе из целе бивше Југославије, као и гости из иностранства. Водећи домаћи бендови били су Атомско склониште и Бијело дугме, а догађај је запамћен и по наступу енглеског хеви метал бенда Ајрон мејден (Iron Maiden).
Догађај је од стране тадашњих рок критичара окарактерисан као „по много чему занимљив, по много чему успео, али и по много чему промашен”.

## Идеја и организација
На идеју да се на београдском Хиподрому одржи велики рок-спектакл дошао је идејни вођа Атомског склоништа Бошко Обрадовић. Догађај је требало да се зове "Атомски спектакл" и осим домаћина, Атомског склоништа, на њему је требало да учествују само гости из иностранства, Алексис Корнер и Ерик Клептон. Међутим, Клептон се изненада разболео, а Корнер отказао долазак, па је првобитна замисао морала да се коригује. Уместо страних позване су водеће домаће хеви метал групе. Већина позваних је одбила позив, плашећи се да ће наступити као предгрупа славних домаћина, па је цела идеја готово пала у воду.
Цео догађај је ипак реализован, пре свега захваљујући организаторима Макси Ћатовићу и Бојану Маљевићу, као и генералном покровитељу, некада великој туристичкој агенцији Центротурист, али је улогу „домаћина” преузело Бијело дугме, тада један од водећих југословенских рок-бендова.

### Медијска кампања
Медијска кампања за овај рок-спектакл била је велика, али неправедно усмерена на наступ Бијелог дугмета, иако су сви бендови наступали равноправно. Дугме је фаворизовано и плакатима за концерт, где је као поднаслов концерта наведен рефрен њихове песме: „Сви, марш на плес!”. Тако се десило да су Мејдени, који су тада били бенд у напону снаге и у пуном залету ка врху, наступили малтене као предгрупа Бијелом дугмету. Био је то њихов први наступ на просторима бивше Југославије.

## Публика
Цео догађај конципиран је као дводневна манифестација, па је публика почела да се окупља на Хиподрому од јутра, у суботу, 5. септембра. Како су се на догађају окупили млади из целе тадашње државе, многи су ноћ између суботе и недеље провели у шаторима разапетим на Хиподрому.
Број посетилаца никада није прецизно утврђен, али се спекулисало са цифром између 30.000 и 36.000 по дану.
Карта за овај догађај коштала је 100 динара, што је тада била доста ниска цена. Поређења ради, цена једне флашице Кока-коле коштала је 20, хот дог 30, пљескавица од 5 ћевапа 40, а пар кобасица у лепињи 50 динара.

## Ток концерта
Програм концерта каснио је од самог почетка. Конференција за штампу почела је са 90 минута закашњења, а почетак програма је каснио четири сата (у 16.00 уместо у 12.00 сати, како је најављено), па су многи неафирмисани млади бендови, који су били најављени, изостали.
Звезда првог дана било је Атомско склониште, док су другог дана носиоци програма били Ајрон Мејден и Бијело дугме.
Осим кашњења, током програма су се појавили и бројни проблеми са струјом, расветом, бинском опремом... Поред свих проблема неколико извођача приредило је публици изузетан музички догађај, а међу њима су, према мишљењу критичара, били: Ајрон Мејден, Дивље јагоде, Атомско склониште, Зоран Мишчевић, Осма сила, Аеродром и мађарски састав Скорпио.
После овог догађаја Макса Ћатовић се, према сопственим речима, на неколико година повукао из шоу бизниса.

### Проблеми током концерта
Још пре званичног почетка догађаја дошло је до проблема са снабдевањем Хиподрома струјом, јер је у то време у Југославији била на снази рестрикција електричне енергије. Организатори су се за прикључењу на градску мрежу обратили „Електродистрибуцији”, па је тај њихов захтев, уз сагласност тадашњег градоначелника Живорада Ковачевића, одбијен. Зато су организатори изнајмили агрегате од Филмског града, и то само два, уместо понуђених шест, па је током програма било великих проблема са светлом и звуком. Млади и неискусни бендови готово да се и нису чули даље од првих неколико редова, али су проблем са звуком имали и неки искуснији извођачи. Чланови групе Ајрон Мејден пристали су да, због проблема са светлом, наступе у 18.00 сати, па се тако десило да су ове, тада већ светске звезде, свирали као „предгрупа” Бијелом дугмету. Стив Харис је у свом дневнику тај наступ овако описао: „Када смо стигли, чудило ме је како нас већ нису ухапсили и бацили у тамницу! Чуо сам да се то овде често дешава. Нисам могао да верујем када сам видео бину – па то су обичне спојене даске! Бина нема кров, па ако буде кише, вероватно ће све експлодирати.”
Организација је заказала и у организовању снабдевања водом. На Хиподрому су сасвим исправне биле само две чесме, па су редови били велики, а употребу су регулисали редари. Тоалети, на брзину саграђени пред саму манифестацију, били су преоптерећени, а неки и срушени под налетом посетилаца.
Организаторима на руку нису ишли ни временски услови. Било је хладно, па су многи посетиоци покушавали да се загреју око запаљених ватри, а због кише која је падала земља на хиподрому претворила се у блато.

## Учесници фестивала
Иако су на концерту наступали бендови из целе Југославије, на програму није био ни један бенд из тадашње Социјалистичке републике Словеније. Објашњење организатора било је да су контактирали групу Булдожер, али да они нису били спремни за наступ. Међу онима који су на фестивалу наступили били су:
Домаћи бендови:
- Атомско склониште (Пула)
- Бијело дугме (Сарајево)
- Зоран Мишчевић и Силуете (Београд)
- Нокаут (Зајечар)
- Осма сила (Никшић)
- Филм (Загреб)
- Хаустор (Загреб)
- Аеродром (Загреб)
- Слађана Милошевић (Београд)
- Дивље јагоде (Загреб)
- Изазов (Загреб)
- Браћа (музички састав) (Београд)
- Прва љубав (Загреб)
- Патрола (Загреб)
- Игла

Гости из иностранства:
- Ајрон Мејден (Енглеска)
- Скорпио (Мађарска)
- Моторок (Мађарска)

Осим 36 сати живих наступа, у програм је уврштена и модна ревија тадашње познате модне куће, а у делу програма организовано је и вече музичких филмова.
Учешће на догађају, из различитих разлога, одбили су: Булдожер, Рибља чорба, Зана, Генерација 5, Пилоти, Рок машина, Шарло акробата, Електрични оргазам, Парни ваљак, Азра, Смак, Стене, Идоли. Неки од бендова били су најављени.